# Angélica Rivera
Angélica Rivera Hurtado (Cidade de México, 2 de agosto de 1969) é uma cantora, modelo e atriz mexicana. Foi a primeira-dama do México de 2012 a 2018, quando esteve casada com o 64.º presidente do México, Enrique Peña Nieto.
Foi presidente nacional do Conselho Consultivo para Cidadãos do Sistema Nacional de Desenvolvimento Integral da Família (DIF).
Ela tem seis irmãos, foi casada com o produtor José Alberto Castro, irmão da atriz Verónica Castro, com quem tem três filhas (Angélica Sofia, Fernanda e Regina).

## Biografia
Angélica tinha dezessete anos quando descobriu que a atriz Verónica Castro, que mais tarde tornou-se sua cunhada, estava filmando um vídeo na rua, e ela decidiu acompanhar. Para sua surpresa, Verónica sugeriu que ela participasse do concurso de beleza "El rostro de El Heraldo de México", que Angélica ganhou em 1987. Tal acontecimento foi de extrema importância para a sua carreira.
Angélica participou do videoclipe "Ahora te Puedes Marchar ", do cantor Luis Miguel. Também participou de anúncios publicitários e como apresentadora de um programa de vídeos no canal pago TNT, junto a Martha Aguayo.
Angélica estreou como atriz na telenovela "Dulce Desafío", em 1989, junto de estrelas como Adela Noriega e Eduardo Yáñez, então foram se seguindo atuações em outras telenovelas e pouco a pouco ela foi demonstrando seu talento. No mesmo ano, Angélica foi selecionada para atuar em "Simplemente María".
Também interpretou a personagem Silvana, uma garota intrigante e oportunista, na telenovela "Alcanzar una Estrella", onde também cantou junto a Ricky Martin, Sasha Sokol e Erik Rubín.
Sua primeira telenovela como protagonista foi em La Dueña, no ano de 1995, interpretando Regina Villareal. Nesta produção, atuou servindo de par romântico do ator Francisco Gattorno, tendo a atriz Cynthia Klitbo como antagonista principal, sob a produção de Florinda Meza.
A atriz afastou-se por dois anos da televisão, já que deu à luz sua terceira filha, Angélica Sofia. Em 1997 regressou à telenovela Huracán, atuando ao lado do falecido ator Eduardo Palomo, com quem já havia dividido créditos na exitosa La pícara soñadora, em 1991, produzida por Valentín Pimstein.
Sua terceira telenovela como protagonista foi Ángela, no ano de 1998, junto a Juan Soler, Patrícia Navidad e a grande atriz Jacqueline Andere, produzida pelo seu então marido, José Alberto Castro, uma história original da autoria do casal de autores José Cuauhtémoc Blanco e María del Carmen Peña, com quem já havia trabalhado no grande sucesso La dueña, produção de Florinda Meza em 1995.
Em 2003, brilhou interpretando a vilã Marcia, na telenovela Mariana de La Noche, protagonizada pelos atores Alejandra Barros e Jorge Salinas, telenovela essa que foi produzida por Salvador Mejía Alejandre.
Seu último papel importante foi na telenovela Destilando Amor, em 2007, onde deu vida a Gaviota, atuando com o ator Eduardo Yáñez.

### Primeira dama do México

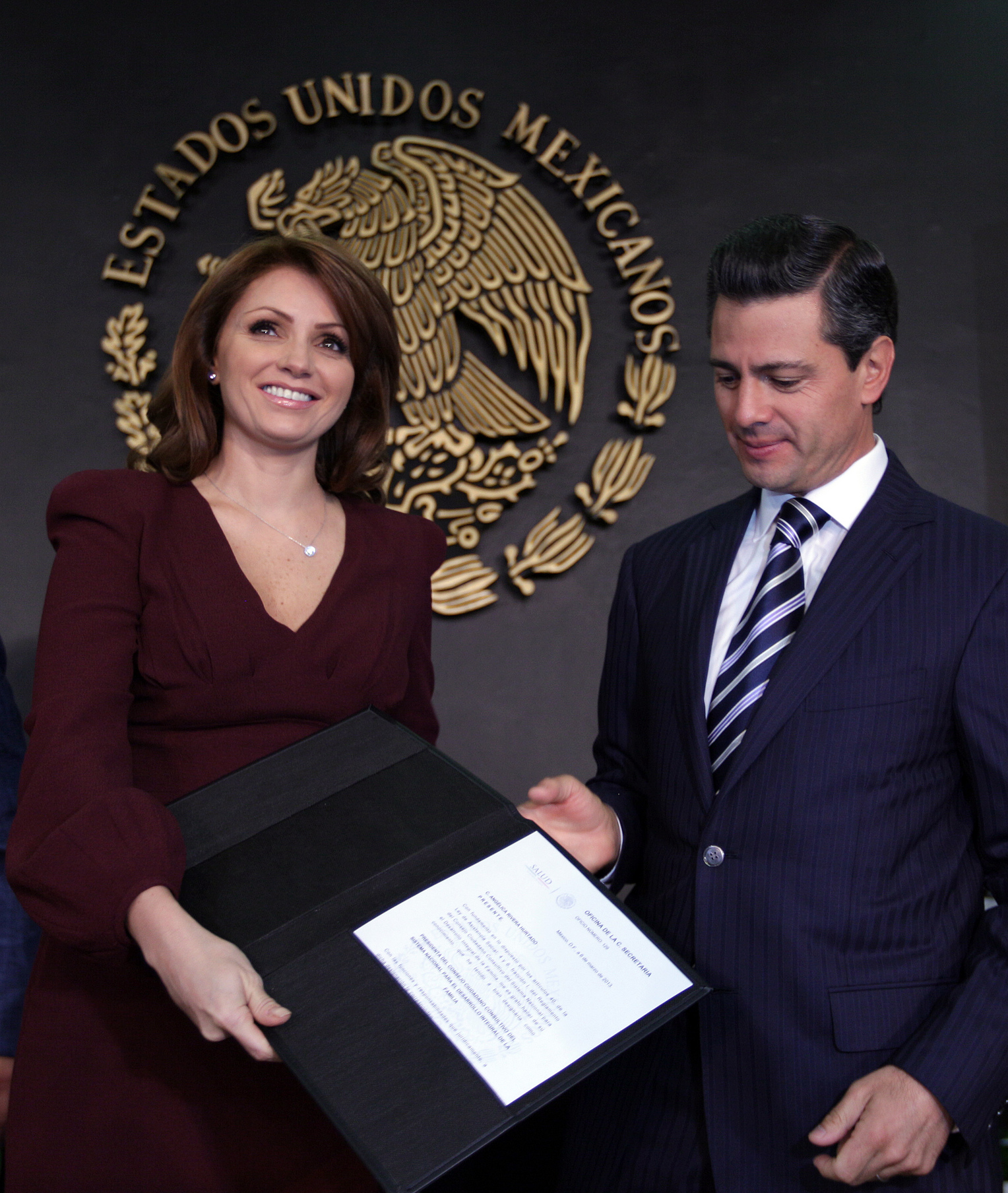
Angélica Rivera recebe de Enrique Peña Nieto sua nomeação como presidente do Consejo Ciudadano Consultivo del Sistema Nacional DIF.

Em 1 de dezembro de 2012, Enrique Peña Nieto, seu então marido, assmiu a presidencia dos Estados Unidos Mexicanos, assim Rivera se convirteu primeira dama do país. Em 6 de março de 2013 foi nomeada presidente do Consejo Ciudadano Consultivo del Sistema Nacional para el Desarrollo Integral de la Familia (DIF), quando  siguiu uma viagem pelo país para visitar os centros dessa instituição no país.
Como primeira dama, acompanhou Enrique Peña Nieto em algumas viagens oficiais como a cerimônia de início de papado de Francisco I em 19 de março de 2013. Assim como a visita oficial à Europa em 2014, onde visitaram França, Espanha e o Vaticano. Na Espanha Angélica Rivera foi condecorada com a Gran Cruz da Ordem de Isabel, a Católica.

## Vida pessoal

### Casamento com José Alberto Castro
No dia 11 de dezembro de 2004, Angélica casou-se com o produtor José Alberto Castro, após quatorze anos de namoro e com quem já tinha duas filhas, e divorciaram-se em 2008. Seu casamento foi invalidado, ou seja, dado como nulo pela igreja católica.

### Casamento com Enrique Peña Nieto
Casou-se com Enrique Peña Nieto em 27 de novembro de 2010, quando era governador do Estado de México. A cerimônia aconteceu na catedral da cidade de Toluca. A partir desse momento, se converteu em primera-dama do referido estado. Alguns dias depois do casamento, anunciou sua retirada definitiva das telenovelas para dedicar-se a “essa grande responsabilidade ao lado do marido: dedicar-me a minha casa, a meus filhos”.
Em 30 de março de 2012, iniciou-se a campanha de Enrique Peña Nieto para as eleições da Presidência da República Mexicana, na qual Rivera acompanhou seu esposo nos eventos que se realizaram em diversas partes da República; concomitantemente, publicou regularmente uma série de vídeos denominados “Lo que mis ojos ven y mi corazón siente”, onde documentou como vivenciou a campanha.
Em 2008 foi a imagem oficial do Estado de México.
Em 2 de maio de 2019, anunciou oficialmente o término do seu casamento com Enrique Peña Nieto.

## Filmografia

### Televisão
- 2025 - Con esa misma mirada .... Eloísa Obregón
- 2007 - Destilando amor .... Teresa Hernández /“Gaviota”/ Mariana Franco
- 2003 -  Mariana de la noche .... Marcia Montenegro
- 2001 - Sin pecado concebido .... Mariana Campos Ortiz
- 1998 - Ángela .... Ángela Bellati Gallardo
- 1997 - Huracán .... Elena Robles
- 1995 - La dueña .... Regina Villarreal
- 1993 - Sueño de amor .... Isabel
- 1991 - La Pícara Soñadora .... Giovanna Carini
- 1991 - Alcanzar una estrella II .... Silvana
- 1990 - Mi pequeña Soledad .... Marisa
- 1990 - Alcanzar una estrella .... Silvana
- 1989 - Simplemente María .... Isabella de Penalbert
- 1989 - Dulce desafío .... Gina

## Discografia

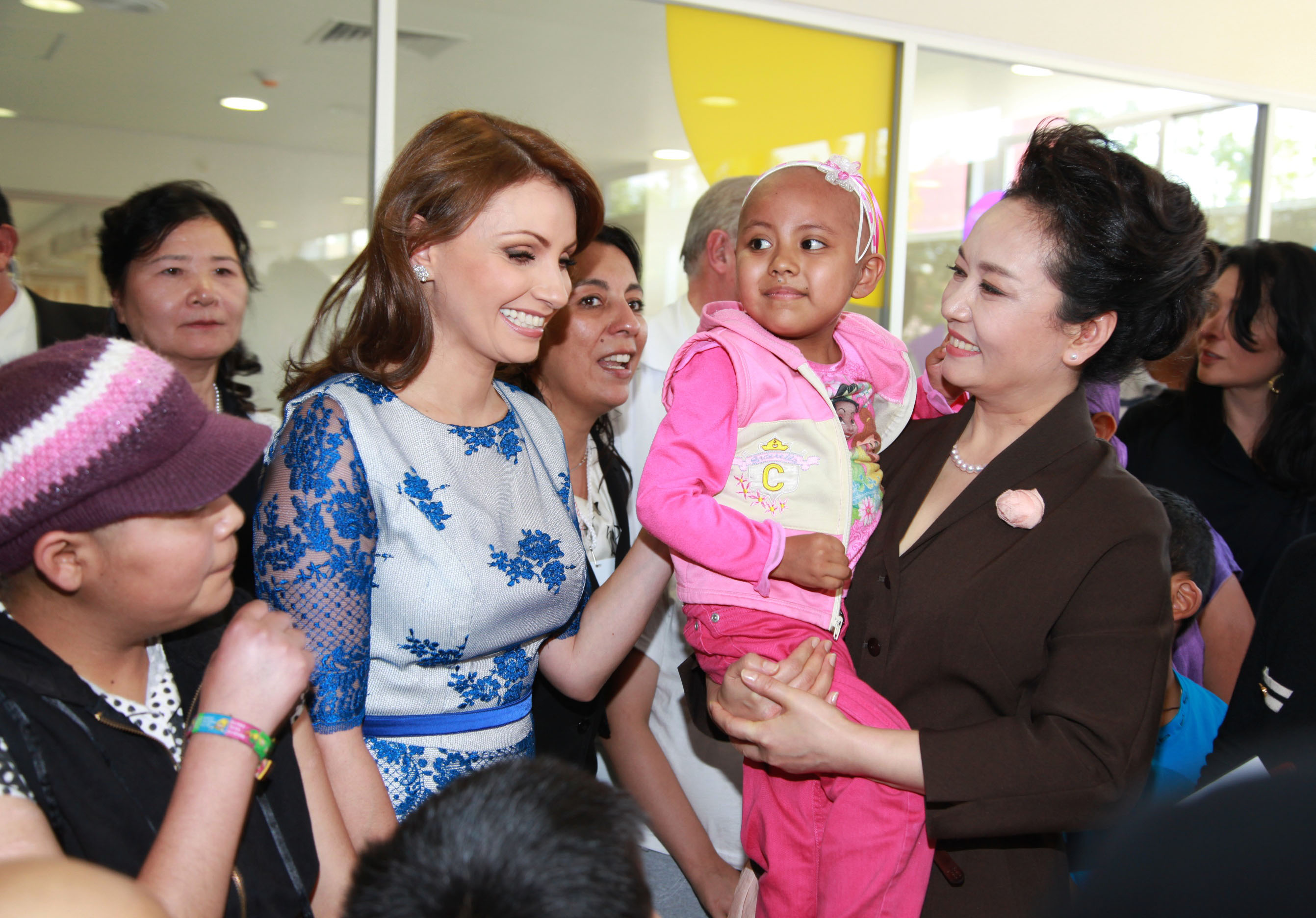
Angélica Rivera en un recorrido por el Hospital Infantil de México Federico Gómez.

- Temas para a telenovela Alcanzar una estrella II como parte del grupo Muñecos de papel (1991).
- Temas para a telenovela Destilando amor (2007).[10]

## Prêmios e Indicações
| Ano  | Festival                       | Categoria                                | Nomeações            | Resultado |
| ---- | ------------------------------ | ---------------------------------------- | -------------------- | --------- |
| 1992 | Prêmio TVyNovelas              | Melhor Atriz Jovem                       | Mi pequeña Soledad   | Indicada  |
| 1994 | Prêmio TVyNovelas              | Melhor Revelação Feminina                | Sueño de amor        | Indicada  |
| 1996 | Prêmio TVyNovelas              | Melhor Atriz Protagonista                | La dueña             | Indicada  |
| 1996 | Prêmio TVyNovelas              | Melhor Revelação Feminina                | La dueña             | Venceu    |
| 1996 | Prêmios El Heraldo de México   | Melhor Atriz                             | La dueña             | Venceu    |
| 1998 | Prêmios El Heraldo de México   | Melhor Atriz                             | Huracán              | Venceu    |
| 2002 | Prêmio TVyNovelas              | Melhor Atriz Protagonista                | Sin pecado concebido | Indicada  |
| 2004 | Premios Las Palmas de Oro      | Melhor Atriz Antagônica                  | Mariana de la noche  | Venceu    |
| 2004 | Prêmio TVyNovelas              | Melhor Atriz Antagonista                 | Mariana de la noche  | Venceu    |
| 2004 | Prêmios ACE de Nova York       | Rosto Feminino do Ano                    | Mariana de la noche  | Venceu    |
| 2007 | Prêmio TV Adicto Golden Awards | Melhor Atriz                             | Destilando amor      | Venceu    |
| 2007 | Prêmio TV Adicto Golden Awards | Melhor Par Romântico (com Eduardo Yáñez) | Destilando amor      | Venceu    |
| 2007 | Premios Oye!                   | Melhor Revelação Popular na Música       | Destilando amor      | Venceu    |
| 2008 | Prêmio TVyNovelas              | Melhor Atriz Protagonista                | Destilando amor      | Venceu    |
| 2008 | Premios Furia Musical          | Melhor Revelação Popular na Música       | Destilando amor      | Venceu    |
| 2008 | Prêmios Bravo                  | Melhor Atriz Protagonista                | Destilando amor      | Venceu    |